# アメリカンホーム・ダイレクト MAEMUKISM
アメリカンホーム・ダイレクト MAEMUKISM（アメリカンホーム・ダイレクト・まえむきずむ）は、2013年4月7日から2014年12月28日まで日曜日12時から12時25分にJFN38放送局フルネットで放送されていたTOKYO FM制作のラジオ番組である。

## 概要
「中山雅史とつながろう!!」をコンセプトに、毎回リスナーの持つ悩み・考えについての人生相談を中山なりに回答するなど、リスナーが元気になるような番組を展開する。
アメリカンホーム・ダイレクトが協賛する「みんなのMAEMUKI駅伝」についても、全国JFN各局を結んでレポートするコーナーもある。
2014年12月21日放送分で、同12月28日の放送をもって終了することが発表された。

## 出演者
- 中山雅史[2]（スポーツ評論家、元サッカー日本代表）
- 浅利そのみ（フリーアナウンサー） - アシスタント

### ゲスト
1. （2013.4.7）福田正博（電話出演）
2. （2013.4.21、同4.28）小泉孝太郎
3. （2013.5.12、同5.19）藤田俊哉
4. （2013.6.9）ナオト・インティライミ[3]
5. （2013.6.16、同6.23）ナオト・インティライミ、桜井和寿（Mr.children）[3]
6. （2013.8.25）内藤哲也（電話出演）
7. （2013.9.1、同9.8）名波浩
8. （2013.9.15）生島淳（電話出演）[4]
9. （2013.9.22）bómi、ナオト・インティライミ（電話出演）[5]
10. （2013.10.20、同10.27）稲葉浩志（B'z）
11. （2014.2.9）都敬一
12. （2014.2.16、同2.23）bo'mi
13. （2014.4.20、同4.27）宮本信子
14. （2014.5.4）間寛平[6]
15. （2014.5.12、同5.18）bo'mi[7]
16. （2014.7.?）高橋優
17. （2014.8.24、同8.31）オカダ・カズチカ
18. （2014.10.19、同10.26）福田正博、名良橋晃[8]
19. （2014.12.7、同12.14）ウカスカジー（Mr.Children桜井和寿・GAKU-MC）[9]、ナオト・インティライミ（ゲストアシスタント）

### 代理パーソナリティー
中山が2014 FIFAワールドカップのブラジル取材に出ている関係もあり、2014年6月は変則的な放送となった。まず6月1日と6月8日は事前に収録した中山の日本代表、そしてW杯についての思いを述べたロングインタビューを放送。6月15日はサッカー日本代表対サッカーコートジボワール代表の試合の中継とそれに付随した特番のため休止した。
そして6月22日と6月29日は代理パーソナリティーとして、22日は中山夫人の生田智子、29日は秋田豊が出演している。

## MAEMUKISMランキング
不定期で、番組からリスナーに対するアンケートを実施する。

### 第1回・好きなサッカー選手
2013年10月から2014年1月に募集。日本人選手に限り、好きなサッカー選手についての統計を取り、1位が中山雅史であった。

## GON JAPAN
第3回「みんなのMAEMUKI駅伝2014」の開催決定を受けて、同番組ではこの駅伝とのタイアップをさらに強化させるため、「みんなのMAEMUKI駅伝2014」のランナーとして、中山の下で一緒に走る「GON JAPAN」という同駅伝広報サポートスペシャルランニングチームを結成し、番組内で公募する。メンバーに選ばれるとランナーとしてこの駅伝キャンペーンに参加する権利が与えられるとともに、特製ユニフォームが贈呈される。